# Troglostrongylus
Troglostrongylus ist eine Gattung von Fadenwürmern, die in der Stirnhöhle, in der Luftröhre oder in den Bronchien von Katzen parasitieren. Es sind vor allem Wildkatzen betroffen, zwei Arten werden gelegentlich auch bei der Hauskatze beobachtet. Die von ihnen ausgelöste Erkrankung wird als Troglostrongylose bezeichnet. Charakteristikum für die Gattung ist, dass die anteriolaterale und die mediolaterale Rippe der Bursa copulatrix über einen größeren Abschnitt verschmolzen sind, während die posterolaterale separat entspringt.
Die Gattung enthält vier Arten:
- Troglostrongylus brevior
- Troglostrongylus subcrenatus
- Troglostrongylus troglostrongylus
- Troglostrongylus wilsoni